# Sint-Benedictuskerk (Damwoude)
De Sint-Benedictuskerk of Benediktustsjerke is een oorspronkelijk romaanse kerk in Damwoude in de Nederlandse provincie Friesland.
Het dorp Damwoude telt twee oorspronkelijk romaanse kerken, de Sint-Benedictuskerk in het vroegere Dantumawoude en de Sint-Bonifatiuskerk in het vroegere Murmerwoude. Beide dorpen werden in 1971, samen met Akkerwoude, samengevoegd tot het huidige Damwoude.
De Benedictuskerk werd op het eind van de 12e eeuw gebouwd van tufsteen. De toren werd er in de 13e eeuw aan toegevoegd. In de loop der tijd zijn er diverse ingrijpende wijzigingen aangebracht, waardoor het romaanse karakter van kerk en toren deels verloren is gegaan. De toren, met zadeldak, was oorspronkelijk inpandig, maar kwam, na een verkleining van het schip, weer buiten de kerk te staan. Het koor dateert uit 1775.
In de kerk bevinden zich vier geschilderde cartouches uit 1599 met citaten uit de bijbel. Deze schilderingen zijn uniek en werden geschonken door de uit Jever afkomstige predikant Thomas Johannes Jeverensis. Deze predikant was in 1597 vanuit Oost-Friesland naar Dantumawoude gekomen en vertrok weer in 1606 naar Grootegast. De kerk bezit een orgel, dat gebouwd is door Albertus Antoni Hinsz.
De kerk is erkend als een rijksmonument.

## Galerij

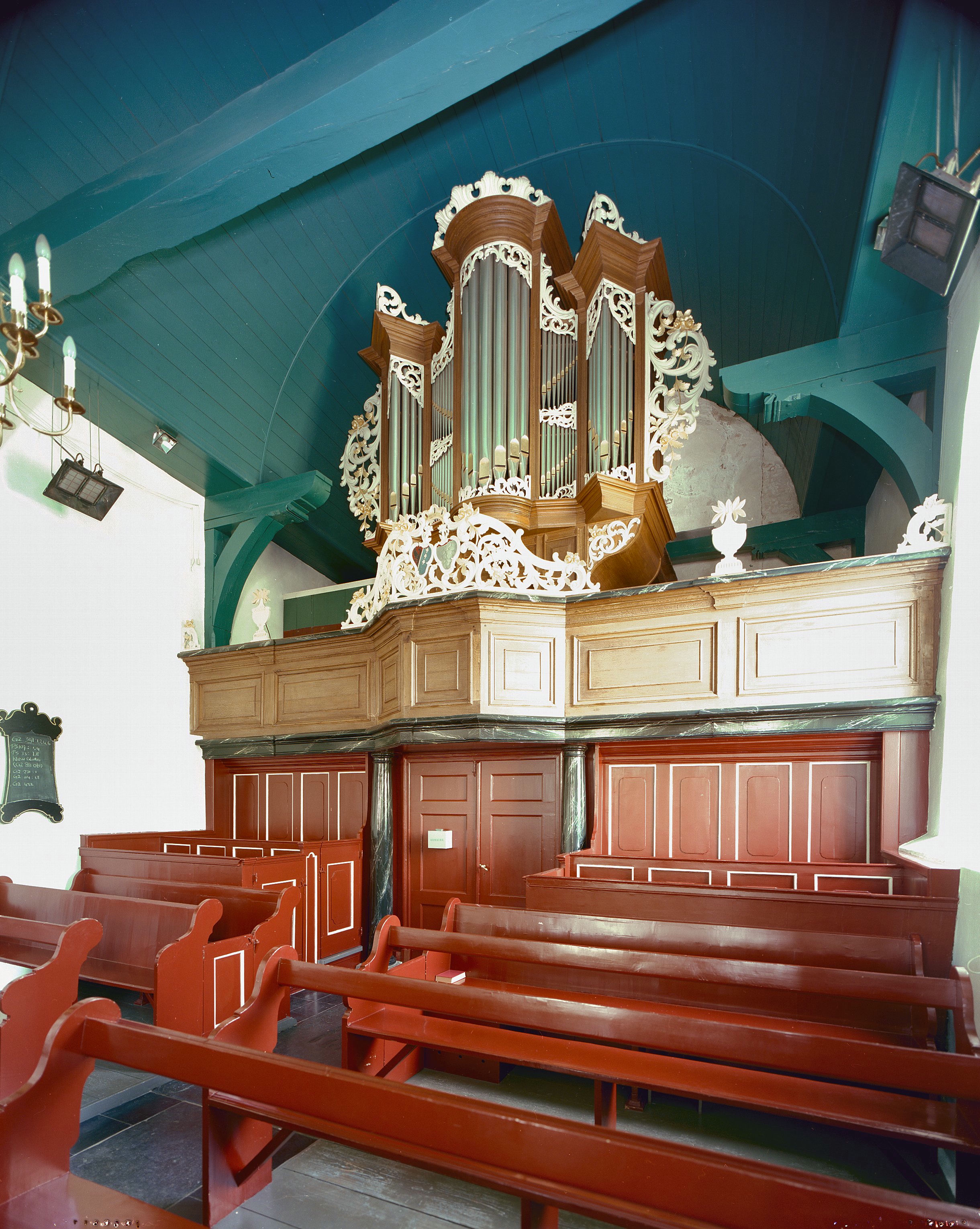
Orgel, ontworpen door Albertus Antoni Hinsz
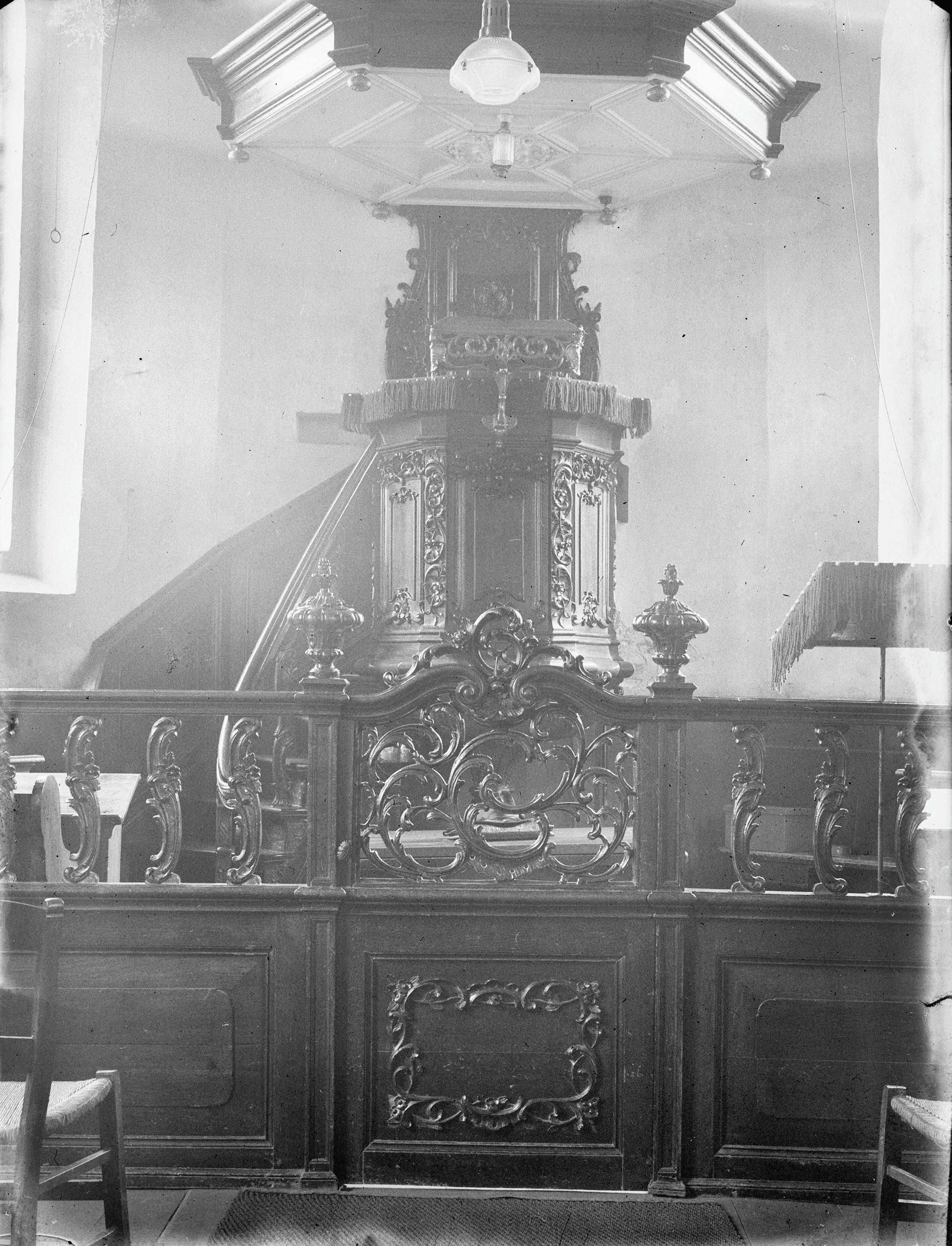
Doophek met preekstoel
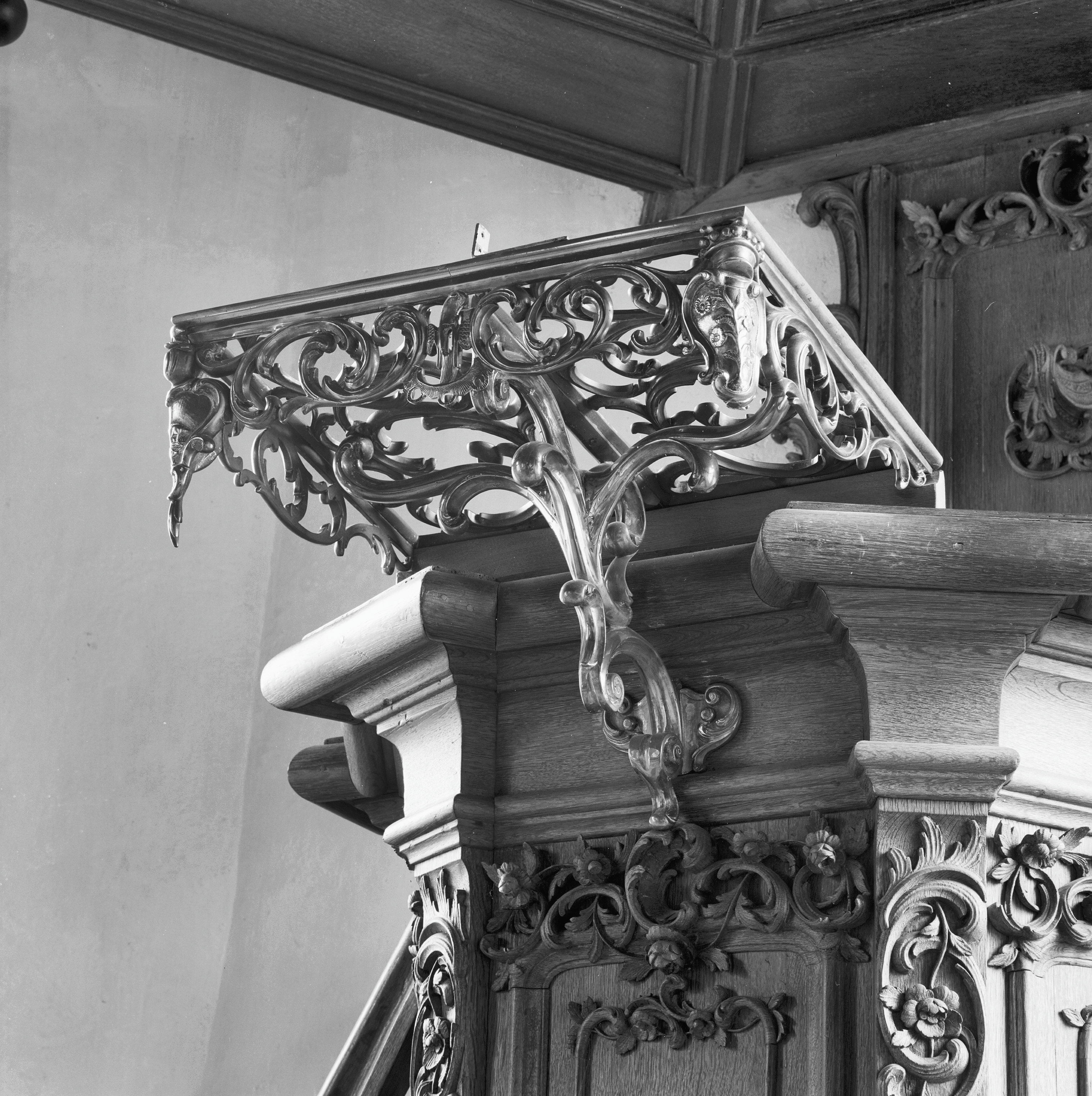
Detailfoto van preekstoel
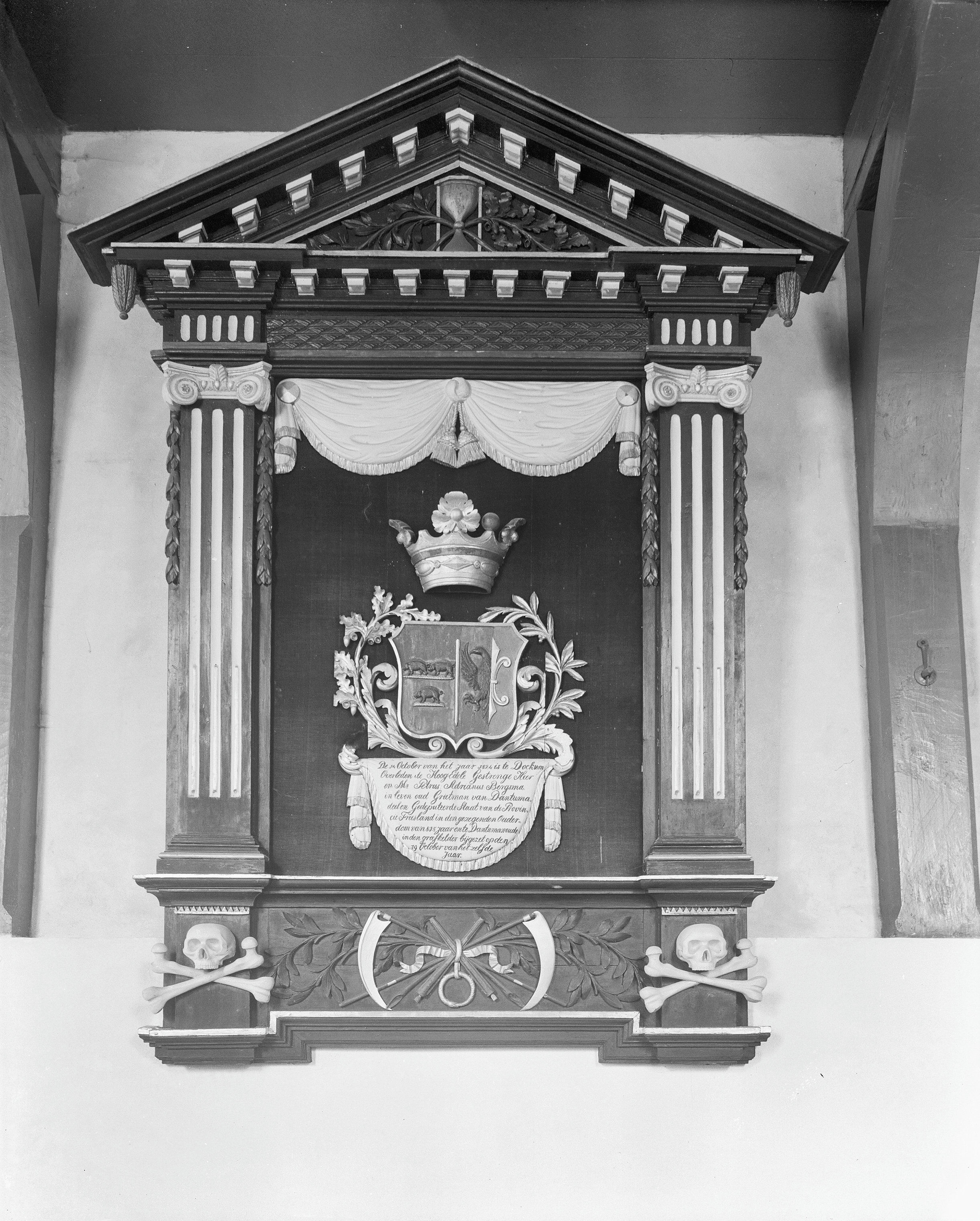
Rouwbord
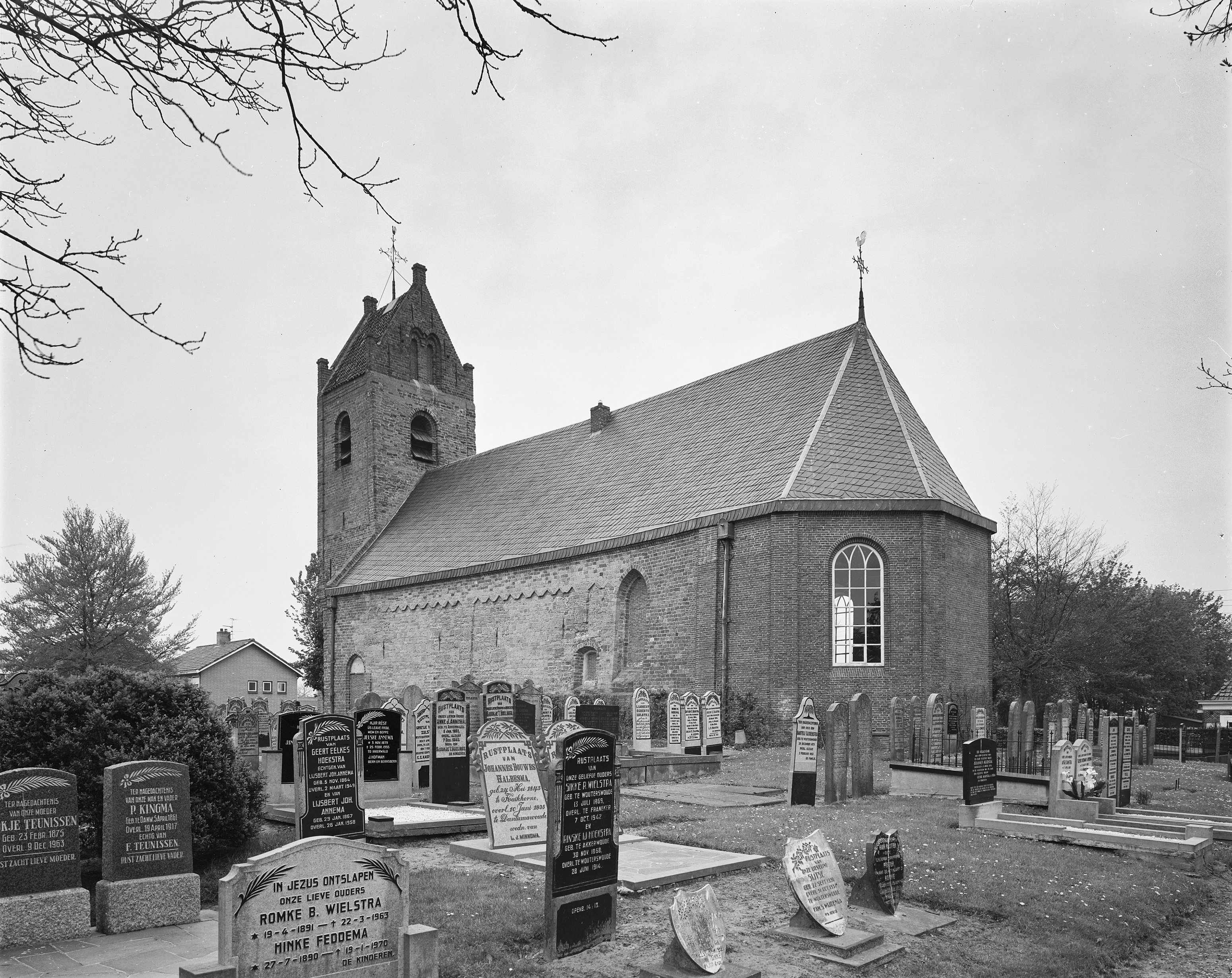
De kerk in 1974